# Chiesa dei Santi Pancrazio e Francesco d'Assisi
La chiesa dei Santi Pancrazio e Francesco d′Assisi è la parrocchiale di San Pancrazio Salentino, in provincia di Brindisi e arcidiocesi di Brindisi-Ostuni; fa parte della vicaria di Santa Maria Assunta.

## Storia
Verso la metà del XIX secolo la vecchia parrocchiale seicentesca era ormai malridotta e insufficiente a soddisfare le esigenze dei fedeli; così, il 15 gennaio 1859 venne decretata la sua sostituzione con una nuova chiesa. La riedificazione iniziò l'anno successivo; i lavori, eseguiti dall'impresa di Raffaele De Matteis su disegno dell'ingegner Giuseppe Magliola, vennero portati a compimento nel 1872.
Nel 1954 l'edificio venne interessato da un intervento di restauro e di abbellimento, mentre nel 1969 si procedette a ulteriori risistemazioni e all'adeguamento liturgico secondo le norme postconciliari mediante l'aggiunta dell'ambone e dell'altare rivolto verso l'assemblea.
Nel 2009 fu condotto l'ammodernamento dell'apparato elettrico della chiesa e contestualmente si provvide a recuperare gli intonaci dell'interno.

## Descrizione

### Esterno
La facciata a capanna della chiesa, rivolta a mezzogiorno e affiancata da due ali laterali leggermente arretrate, presenta centralmente il portale d'ingresso timpanato ed è scandita da lesene ioniche sorreggenti la trabeazione e il frontone di forma triangolare.
Annesso alla parrocchiale è il campanile a base quadrata, suddiviso in più registri da cornici marcapiano; la cella presenta su ogni lato una monofora a tutto sesto ed è sormontata dal coronamento curvilineo.

### Interno
L'interno dell'edificio, la cui pianta è a croce latina con transetto, si compone di un'unica navata, sulla quale si affacciano le cappelle laterali, introdotte da archi a tutto sesto e tra di loro intercomunicanti, e le cui pareti sono scandite da lesene scanalate e terminanti con capitelli corinzi che sorreggono la trabeazione modanata e aggettante sopra la quale si impostano le volte a spigolo; al termine dell'aula si sviluppa il presbiterio, rialzato di alcuni gradini e chiuso dall'abside di forma semicircolare.
Qui sono conservate diverse opere di pregio, tra le quali la statua con soggetto il Sacro Cuore di Gesù, realizzata da Salvatore Sacquegna, l'altare maggiore, costruito dal napoletano Aniello Gentile, e il simulacro raffigurante San Pasquale Baylon, intagliata nel XVIII secolo.